# Magdalena Álvarez de Seminario
Magdalena Álvarez de Seminario (Alberdi, 10 de mayo de 1920) es una política argentina del Partido Peronista Femenino. Fue elegida a la Cámara de Diputados de la Nación Argentina en 1951, integrando el primer grupo de mujeres legisladoras en Argentina con la aplicación de la Ley 13.010 de sufragio femenino. Representó al pueblo de la provincia de Buenos Aires entre 1952 y 1955.

## Biografía
Nació en Juan Bautista Alberdi (partido de Leandro N. Alem, provincia de Buenos Aires) en mayo de 1920 y a los cuatro años se trasladó como su familia a la ciudad de Buenos Aires. En 1937 se incorporó a la superintendencia de la Compañía Unión Telefónica y en 1943 comenzó a trabajar en el Ministerio de Hacienda de la Nación, donde conoció a Delia Parodi.
Adhirió al peronismo, y a través de Delia Parodi, en 1949 fue designada subdelegada censista del Partido Peronista Femenino (PPF) en la Capital Federal y luego en el Territorio Nacional del Chaco.
En las elecciones legislativas de 1951 fue candidata del Partido Peronista en la 9.° circunscripción de la provincia de Buenos Aires y fue una de las 26 mujeres elegidas a la Cámara de Diputados de la Nación Argentina. Otras cinco mujeres también fueron elegidas en dicha provincia: Celina Rodríguez, Francisca Ana Flores, María Elena Casuccio, Carmen Salaber y Zulema Noemí Pracánico. Asumió el 25 de abril de 1952.
Fue vocal en las comisiones de Justicia y de Previsión Social, y secretaria de la comisión mixta Administradora de la Biblioteca del Congreso de la Nación Argentina.
Había sido elegida hasta 1958 pero permaneció en el cargo hasta septiembre de 1955, cuando su mandato fue interrumpido por el golpe de Estado de la autoproclamada Revolución Libertadora. Tras el golpe, fue encarcelada junto con otras legisladoras peronistas, siendo liberada por una amnistía en 1957. Luego se incorporó a la resistencia peronista.
En 1972, participó en la reorganización de la rama femenina del movimiento justicialista y fue funcionaria durante el tercer peronismo. Desde 1983 integró el Círculo de Legisladores de la Nación. En febrero de 1985 le correspondió presentar la carta de renuncia de María Estela Martínez de Perón a la presidencia del Partido Justicialista ante las demás autoridades partidarias.
En 1983 recibió una medalla recordatoria por parte del Congreso de la Nación Argentina, junto con otras exlegisladoras. En 2012, fue distinguida por la Cámara de Diputados de la Nación. En 2014, el Instituto Nacional de Investigaciones Históricas Eva Perón publicó un trabajo recopilatorio titulado Legisladoras de Evita, incluyéndola entre las entrevistadas.